# Sineddoche
La sineddoche (pronunciato sinèddoche, dal greco «συνεκδοχή» attraverso il latino «synecdŏche», in italiano «comprendere insieme») è un "procedimento linguistico-espressivo", secondo la linguistica moderna, e una "figura retorica di contenuto" secondo la retorica classica, che consiste nella sostituzione tra due termini in stretta relazione quantitativa tra di loro:
- la parte per il tutto o viceversa,
- il singolare per il plurale o viceversa,
- il genere per la specie o viceversa.
- un nome al singolare anziché al plurale o viceversa
- un numero determinato per l'indeterminato
- un numero indeterminato per il determinato ancorché ben conoscibile

È una figura retorica simile alla metonimia, la quale si basa su una relazione qualitativa; tuttavia non è facile distinguerle.

## Esempi
- la parte per il tutto: "tetti" al posto di "case", "baionette" al posto di "soldati", "scafo" al posto di "nave", "Inghilterra" al posto di "Regno Unito", "Olanda" al posto di "Paesi Bassi", "inglese" al posto di "britannico", "Monte Carlo" al posto di "Principato di Monaco"; Bosnia al posto di Bosnia ed Erzegovina; Santo Domingo al posto di Repubblica Dominicana, Trentino al posto di Trentino Alto Adige, Emilia al posto di Emilia Romagna, Friuli al posto di Friuli Venezia Giulia; la "pala" al posto di "scavatore a pala meccanica" o anche solo "pala meccanica"; "logo" al posto di "marchio" (quando il marchio è costituito dal nome stesso dell'azienda o del prodotto, con o senza uno specifico stile grafico; se invece il marchio è composto da una parola, il logo, e da una parte grafica o iconografica, l'uso del termine "logo" più che sineddocche è un grave errore concettuale)
- il tutto per la parte: "America" al posto di "Stati Uniti d'America", "americano" al posto di "statunitense", "renna" al posto di "cappotto di renna", ovvero fatto con la pelle dell'animale;
- il genere per la specie: "il felino" per "il gatto", "la belva lo azzannò" per "il leone lo azzannò";
- la specie per il genere: "avere le pulci" per indicare i parassiti in generale;
- il singolare per il plurale: "l'italiano" all'estero riferendosi a tutti "gli italiani" all'estero;
- l'aggettivo per l'intero nome composto: "scotch" per "scotch tape" o per "scotch whisky", "maremmano" per "cane pastore maremmano" o "cavallo maremmano";
- la classe specifica, ma rappresentativa, per un insieme generico della stessa: una "cola" per una bibita analcolica a base di caffeina simile alla Coca Cola progenitrice della categoria, un "iPad" per un tablet computer, un "powerpoint" per una presentazione, un "frisbee" per un generico disco volante sportivo, un Autogrill per una stazione di servizio, "scotch" per "nastro adesivo" (se s'intende "scotch tape") o per whisky.

Nei seguenti due esempi si ha anche l'iperbole:
- il numero determinato per l'indeterminato ("mille" saluti per "molti" saluti)[3];
- il numero indeterminato per il determinato: il libro ebbe "innumerevoli" ristampe.